# هوغو بوموس
هوغو عدنان بوموس (بالفرنسية: Hugo Boumous)‏ (ولد في 27 يناير 1995) هو لاعب كرة قدم فرنسي من أصل مغربي، يلعب كوسط ميدان مهاجم، لصالح نادي غوا في الهند.

## روابط خارجية
- هوغو بوموس على موقع رابطة كرة القدم الفرنسية للمحترفين (الإنجليزية)
- هوغو بوموس على موقع قاعدة بيانات كرة القدم.إي يو (الإنجليزية)
- هوغو بوموس على موقع Soccerway.com (الإنجليزية)
- هوغو بوموس على موقع عالم كرة القدم.نت (الإنجليزية)
- هوغو بوموس على موقع GSA (الإنجليزية)